# Mont Hope (péninsule Antarctique)
Ne doit pas être confondu avec Mont Hope (chaîne Transantarctique).
Pour les articles homonymes, voir Mont Hope.
Le mont Hope est une montagne de l'Antarctique s'élevant à 3 239 m d'altitude, dans le centre du chaînon Eternity (en) dans le Nord de la terre de Palmer, sur la péninsule Antarctique, dont il constitue le point culminant. C'est aussi le plus haut sommet du Territoire antarctique britannique.

## Toponymie
Ce sommet a été vu pour la première fois depuis les airs et nommé mont Hope par Lincoln Ellsworth au cours de ses vols des 21 et 23 novembre 1935. C'est l'une des trois grandes montagnes du chaînon Eternity auxquelles il a donné les noms des vertus théologales : mont Faith (en), mont Hope et mont Charity (en).
En novembre de l'année suivante, la montagne a été étudiée et nommée mont Wakefield par J. R. Rymill de l'expédition British Graham Land. La montagne a par la suite été photographiée par le United States Antarctic Program en septembre 1940, et par l'expédition Ronne en décembre 1947. Une étude attentive des rapports, des cartes et des photographies de ces expéditions, ainsi que d'une autre exploration de la région des Falkland Islands Dependencies Survey en 1960, a conclu que le mont Hope et le mont Wakefield étaient le même relief. Par souci de continuité historique le nom de mont Hope a été retenu pour cette montagne (le nom de Wakefield a été transféré au plateau Wakefield (en) situé à proximité au nord-ouest). Le Chili a toutefois conservé le nom de mont Wakefield.

## Révision de l'altitude
En novembre 2017, l'étude de nouvelles images satellites a conduit à une réévaluation à la hausse son altitude par le British Antarctic Survey. Il s'est avéré qu'il atteint 3 239 m, soit 377 m de plus par rapport aux précédentes estimations. Cette nouvelle mesure en fait le plus haut sommet de la péninsule Antarctique, surpassant le mont Jackson.
Les journaux britanniques se sont emparés de l'information en évoquant le plus haut sommet du Royaume-Uni,.